# Gabriela Silang
María Josefa Gabriela Cariño de Silang (Santa, 19 de marzo de 1731, Vigan, 20 de septiembre de 1763) fue una líder militar filipina, más conocida por su papel como líder de una rebelión regional Ilocano de España. Ella reemplazó a su segundo esposo Diego Silang después de su asesinato en 1763, liderando a su pueblo durante cuatro meses antes de ser capturada y ejecutada por el gobierno de la Capitanía General de Filipinas. Es recordada como la "Juana de Arco de Ilocandia".

## Biografía
Gabriela Silang nació como María Josefa Gabriela Cariño Silang el 19 de marzo de 1731 en Caniogan, Ilocos Sur (Santa, Ilocos Sur). Se casó contra su voluntad cuando era menor de edad. La decisión solo era el deseo de su padre. El deseo del padre de Gabriela se hizo realidad cuando la riqueza de Gabriela le llegó cuando murió y enviudó temprano en su vida.
Unos años después, Gabriela se casó con Diego Silang. Diego luchó contra a los españoles y liberó el pueblo de Vigan. Vivieron en Vigan desde septiembre de 1762 hasta la muerte de Diego y ella se vuelve ser una viuda.

## Revolución
La lucha fallida de Diego Silang continuó, pero su fuerza se perdió contra a los miles de soldados españoles y el desinterés de los ingleses cuando se firmó el tratado al final de la Guerra de los Siete Años en París en febrero de 1763. Gabriela fue arrestada el 20 de septiembre de 1763. Ella fue nombrada como la Primera General Femenina y la Primera Mártir.

## Legado
En Filipinas, un partido político se llama GABRIELA, tomado de su nombre.
- Wikimedia Commons alberga una categoría multimedia sobre Gabriela Silang.